# Le Contrat social
Ne doit pas être confondu avec Contrat social ou Du contrat social.
Le Contrat social (sous-titré Revue historique des faits et des idées) est une revue créée en mars 1957 par Boris Souvarine. Cette publication constitua en France durant la Guerre froide l’un des relais de la soviétologie anglo-saxonne (Leonard Schapiro, Richard Pipes, Robert Conquest) et de la critique philosophique et politique du totalitarisme soviétique (Souvarine, Raymond Aron, Kostas Papaïoannou, Karl Wittfogel).

## Histoire
La revue est lancée au lendemain de la publication du « rapport Khrouchtchev » et de l'écrasement de la révolution hongroise de 1956 par les Soviétiques, ce qui entraine en France une crise dans le monde intellectuel proche des communistes. Fondée sous l'égide de l'Institut d'histoire sociale que Souvarine, son secrétaire général, a relancé en 1954, elle est liée aux milieux anticommunistes et est financée par les Américains. C'est une revue de combat intellectuel, contre le communisme. Selon le biographe de Souvarine, Jean-Louis Panné, elle aurait eu un tirage avoisinant les 5 000 exemplaires et elle était destinée avant tout aux intellectuels, aux universitaires et aux cadres administratifs et politiques.
68 numéros ont été publiés entre mars 1957 et décembre 1968. Les principaux collaborateurs de la revue ont été Boris Souvarine (72 articles), Léon Émery (32 articles), Yves Lévy (24 articles), Eugène Delimarsky (22 articles), Michel Collinet (19), Kostas Papaioannou (16), Nicolas Valentinov (16), Lucien Laurat (15), Paul Barton (12), Aimé Patri (12). Certains sont des exilés d'Europe de l'Est, tels Valentinov, Delimarsky, ou Barton. Certains sont des dissidents du socialisme passés par la résistance, comme Lévy, Collinet et Kostas Papaïoannou. D'autres viennent aussi de la gauche mais ils se sont compromis plus ou moins dans la Collaboration sous l'Occupation, comme Laurat ou plus encore Émery. Tous ont en commun un anticommunisme radical. Parmi les autres collaborateurs de la revue figurent Maximilien Rubel, Maurice Paz, Raymond Aron, Maxime Leroy, Manès Sperber, Marcel Body ou Branko Lazitch, un pilier de la revue anticommuniste de Georges Albertini Est § Ouest, à l'instar de Souvarine.
La revue est aussi liée aux soviétologues américains, elle reproduit notamment des articles traduits de la revue américaine Problems of communism.